# Sierra Pie de Palo
Sierra Pie de Palo är en bergskedja i Argentina.   Den ligger i provinsen San Juan, i den centrala delen av landet, 1 000 km väster om huvudstaden Buenos Aires.
Sierra Pie de Palo sträcker sig 80 km i nord-sydlig riktning.
Topografiskt ingår följande toppar i Sierra Pie de Palo:
- Cerro Camello
- Cerro Mesa
- Lindero Sur
- Loma Morales
- Lomas Bayas
- Lomas el Carrizal
- Mogote Corralitos
- Mogote La Chilca
- Mogote Pelado
- Mogote Potrerillo
- Rodeo de la Brea

Omgivningarna runt Sierra Pie de Palo är i huvudsak ett öppet busklandskap. Runt Sierra Pie de Palo är det mycket glesbefolkat, med 4 invånare per kvadratkilometer.